# Центр розробки супутників Boeing
Центр розробки супутників Boeing (англ. TheBoeing Satellite Development Center) — найбільше бізнес об'єднання з Boeing Defense, Space & Security. В об'єднані беруть участь Boeing Satellite operations з GM Hughes Electronics що розробляють обладнання в галузях космосу і комунікації.

## Історія
У 1948 Говард Хьюз Hughes Aircraft Company сформували Aerospace Group компанію, що діляться на :
- Hughes Space and Communications Group
- Hughes Space Systems Division

У 1953 був сформований благодійний фонд «Говард Гюґс Медичний інститут [Архівовано 7 грудня 2003 у Wayback Machine.]» (HHMI), і Hughes Aircraft переформували у дочірню компанію фонду. Благодійний статус Фонду дозволив Hughes Aircraft, уникнути податків на величезні прибутки. У 1961 році два підрозділи Aerospace Group були перетворені в Hughes Space і Communications Company. 
В 1963 компанія Hughes Space and Communications Company запустила перший супутник геосинхронного зв'язку Syncom.
5 квітня 1976 Говард Гюґз помер у віці 70 років, не залишивши заповіту. У 1984 році Делаверський суд призначений опікунів «Медичного інституту Говарда Гьюґза», які вирішили продати Hughes Aircraft компанії General Motors за $ 5,2 млрд. Ця угода була завершена в 1985. GM об'єднав Hughes Aircraft з Delco Electronics утворивши об'єднання Hughes Electronics. В це об'єднання тоді входили:
- Delco Electronics Corporation
- Hughes Aircraft Company
- Hughes Space and Communications Company
- Hughes Network Systems
- DirecTV

У 1995 Hughes Space and Communications Company стала найбільшим в світі постачальником комерційних супутників. У 1997 році GM перемістила Delco Electronics та Hughes Electronics до своєї Delphi Automotive Systems і пізніше в цьому році продала Hughes Electronics (Hughes Aircraft) Raytheon .
Hughes Space and Communications Company був збережений до 2000 року, потім він був придбаний Boeing і перейменований в Boeing Satellite Development Center.
В 2005 Boeing Satellite Systems продає Boeing Electron Dynamic Devices для L3 комунікації.

## Поточні операції
Hughes added the following to Boeing's portfolio:
- HS-376 — MEASAT, Marcopolo, and others.
- HS-601 — ProtoStar II, and others.
- HS-702, now the Boeing 702
- US Navy UHF replacement — Military version of HS601
- NASA Tracking and Data Relay Satellites — Communications with Space Shuttle and International Space Station.
- NASA Geostationary Operational Environmental Satellites.
- HSGEO Mobile — Based on the 702 bus, for Thuraya Satellite Communications, United Arab Emirates, and soon for SkyTerra.

Купівля Hughes Space and Communications Company   у 2000 році дала Boeing вражаючий асортимент продукції для проектування, виготовлення, запуску і підтримки супутників. Це було на додаток до іншої космічної власності Boeing Integrated Defense Systems. Наприклад ракети-носії Delta, супутники GPS старого покоління, і Rocketdyne і Rockwell космічні операції (в тому числі велика частина устаткування, використовуваного в пілотованих НАСА програмах, такі як Space Shuttle, Міжнародна космічна станція, ракетні двигунів і т. д.)
В даний момент проекти в  Boeing Satellite Development Center (спроектовані космічні кораблі, побудовані, випробувані, або готується до запуску) є супутники зроблені для XM (satellite radio), DirecTV (satellite television), MSV (satellite mobile telephony), Spaceway (data networks), GPS (satellite navigation), а також для  Wideband Global SATCOM system (військові комунікації). Розробка для ISAT (military orbital radar demonstrator), GOES супутник (meteorology) та багато інших що розробляються та пропонуються в даний момент.

## Афільовані структури
- Spectrolab — світовий лідер з розробки космічних сонячних елементів та панелей.
- Electron Dynamic Devices — продана L3 communications в 2005